# Eupithecia ruficorpus
Eupithecia ruficorpus là một loài bướm đêm trong họ Geometridae.